# Les Calinours au pays des merveilles
 (février 2022).
Si vous disposez d'ouvrages ou d'articles de référence ou si vous connaissez des sites web de qualité traitant du thème abordé ici, merci de compléter l'article en donnant les références utiles à sa vérifiabilité et en les liant à la section « Notes et références ».
Série Les Bisounours
Les Bisounours 2 : Une nouvelle génération
(1986) Les Bisounours au royaume des Rigolos
(2004)
Pour plus de détails, voir Fiche technique et Distribution.
Les Calinours au pays des merveilles (The Care Bears Adventure in Wonderland) est un film d'animation, sorti aux États-Unis et au Canada le 7 août 1987 et distribué par Cineplex Odeon Films (en). C'est le dernier film sorti au cinéma avec les Bisounours dans les rôles principaux.

## Synopsis
« Monsieur en Retard », le Lapin Blanc, arrive en courant au Pays des Bisounours. Il a besoin d'aide pour retrouver la Princesse qui a été enlevée aux Pays des Merveilles par un sorcier diabolique…

## Fiche technique
- Titre français : Les Calinours au pays des merveilles
- Titre anglais : The Care Bears Adventure in Wonderland
- Réalisation : Raymond Jafelice
- Scénario : Peter Sauder, John De Klein et Susan Snooks
- Production : Michael Hirsh, Patrick Loubert et Clive A. Smith
- Musique : Patricia Cullen et John Sebastian (chansons)
- Montage : Evan Landis
- Date de sortie : 7 août 1987 aux  États-Unis et au  Canada

## Distribution
| Personnage      | Personnage (version originale) | Voix originales | Voix québécoises    |
| --------------- | ------------------------------ | --------------- | ------------------- |
| Grognours       | Grumpy Bear                    | Bob Dermer      | Antoine Durand      |
| Rapido-Cœur     | Swift Heart Rabbit             | Eva Almos       | Marielle Bernard    |
| Brave-Cœur      | Brave Heart Lion               | Dan Hennessey   | Hubert Gagnon       |
| Tweedle Dum     | Dum                            | Dan Hennessey   | Gilbert Lachance    |
| Chançours       | Good Luck Bear                 | Marla Lukofsky  | Flora Balzano       |
| Lapin blanc     | White Rabbit                   | Keith Knight    | Ronald France       |
| Alice           | Alice                          | Tracey Moore    | Johanne Léveillé    |
| Magicien        | Wizard                         | Colin Fox       | Claude Préfontaine  |
| Tweedle Dim     | Dim                            | John Stocker    | Benoit Rousseau     |
| Chat de Chester | Cheshire Cat                   | John Stocker    | Sébastien Dhavernas |
| Chenille        | Caterpillar                    | Don McManus     | Sébastien Dhavernas |
| Tonne-de-Cœur   | Lots-A-Heart Elephant          | Luba Goy        | Pierre Auger        |
| Reine de Cœur   | The Queen of Hearts            | Elizabeth Hanna | Diane Arcand        |
| Flamingo        | Flamingo                       | Alan Fawcett    | Daniel Lesourd      |
| Princesse       | Princess                       | Alyson Court    | Johanne Léveillé    |

## Autour du film
Le film reprend la trame d’Alice au pays des merveilles, avec les personnages comme le Lapin Blanc ou Alice.